# Nikolski (Kurtschatow)
Nikolski (russisch Никольский) ist eine Siedlung (ländlichen Typs) in der Oblast Kursk in Russland. Sie gehört zum Rajon Kurtschatow und zur Landgemeinde (selskoje posselenije) Kolpakowski selsowjet.

## Geographie
Der Ort liegt gut 47 km Luftlinie südwestlich des Oblastverwaltungszentrums Kursk im südwestlichen Teil der Mittelrussischen Platte, 17,5 km südlich des Rajonverwaltungszentrums Kurtschatow, 6 km vom Sitz des Dorfsowjet – Nowossergejewka, 45 km von der Grenze zwischen Russland und der Ukraine, im Becken des Reut (Nebenfluss des Seim).

### Klima
Das Klima im Ort ist wie im Rest des Rajons kalt und gemäßigt. Es gibt während des Jahres eine erhebliche Niederschlagsmenge. Dfb lautet die Klassifikation des Klimas nach Köppen und Geiger.

## Bevölkerungsentwicklung
| Jahr | Einwohner |
| ---- | --------- |
| 2002 | 312       |
| 2010 | 287       |

Anmerkung: Volkszählungsdaten

## Verkehr
Nikolski liegt 30 km von der Fernstraße föderaler Bedeutung M2 „Krim“ (Moskau – A142/Trosna – Grenze zur Ukraine), 15 km von der Straße regionaler Bedeutung 38K-017 (Kursk – Lgow – Rylsk – Grenze zur Ukraine), 9,5 km von der Straße 38K-010 (M2 – Iwanino), 6 km von der Straße 38K-004 (Djakonowo – Sudscha – Grenze zur Ukraine), an der Straße interkommunaler Bedeutung 38N-086 (38K-004 – Ljubimowka – Imeni Karla Libknechta) und 16 km vom nächsten Bahnhof Blochino (Eisenbahnstrecke Lgow-Kijewskij – Kursk) entfernt.
Der Ort liegt 116 km vom internationalen Flughafen von Belgorod entfernt.